# Acidia (geslacht)
Acidia is een geslacht van insecten uit de familie van de Boorvliegen (Tephritidae), die tot de orde tweevleugeligen (Diptera) behoort.

## Soorten
- A. cognata: Hoefbladboorvlieg (Wiedemann, 1817)